# Retapamulina
Retapamulina (łac. retapamulinum) – organiczny związek chemiczny, antybiotyk, pochodna pleuromutyliny, stosowany miejscowo w zakażeniach skóry.

## Mechanizm działania
Retapamulina jest półsyntetyczną pochodną pleuromutyliny, antybiotyku bakteriostatycznego będącego produktem fermentacji Clitopilus passackerianus. Działanie bakteriostatyczne retapamuliny polega na selektywnym hamowaniu syntezy białek bakterii przez łączenie się z wyjątkowym miejscem podjednostki 50S rybosomu bakteryjnego. Miejsce to różni się od miejsca wiązania innych antybiotyków.
Badania nad mechanizmem działania retapamuliny wskazują, że w miejscu działania antybiotyku aktywne jest białko rybosomalne L3, które znajduje się w okolicach miejsca P, z którym łączy się antybiotyk, i ośrodka transferazy peptydylowej. Blokując miejsce P, retapamulina nie dopuszcza do jego interakcji z białkiem L3, hamuje transferazę peptydylową i tym samym zatrzymuje powstawanie aktywnych rybosomalnych podjednostek 50S.

## Mechanizm oporności
Retapamulina nie wykazuje oporności krzyżowej z innymi środkami przeciwbakteryjnymi ze względu na odmienny mechanizm działania. Niemniej jednak, zidentyfikowano dwa mechanizmy oporności. Jednym z nich jest modyfikacja białka L3, drugim zaś nieswoista pompa usuwająca antybiotyk z komórki bakteryjnej.

## Spektrum działania przeciwbakteryjnego
Retapamulina jest aktywna głównie wobec bakterii:
- Staphylococcus aureus,
- Streptococcus pyogenes,
- Streptococcus agalactiae.

Bakteriami, które wykazują naturalną oporność na retapamulinę, są organizmy z rodzaju Enterobacteriaceae, Pseudomonas aeruginosa oraz Enterococcus feacalis.
Retapamulina wykazuje dużą skuteczność w przypadku szczepów opornych na kwas fusydowy i mupirocynę.

## Farmakokinetyka
Retapamulina wchłania się bardzo słabo, zarówno ze skóry nieuszkodzonej, jak i uszkodzonej. Ze względu na małą ekspozycję, dystrybucja retapamuliny nie była badana. W badaniach in vitro wykazano, że lek jest inhibitorem glikoproteiny P (Pgp). Nie ma to jednak żadnego znaczenia klinicznego w przypadku podawania miejscowego. Retapamulina wiąże się z białkami osocza w 94%. Wydaje się, że lek metabolizowany jest w wątrobie, głównie przy udziale CYP3A4. Drogi wydalania retapamuliny nie były badane.

## Wskazania
Retapamulina wskazana jest w krótkotrwałym leczeniu:
- liszajca[12],
- zakażonych szczepami wrażliwymi na ten antybiotyk ran szarpanych, otarć lub ran szytych[13].

## Przeciwwskazania
Nadwrażliwość na retapamulinę lub jakikolwiek inny składnik preparatu.

## Ostrzeżenia specjalne
- U pacjentów poniżej 18. roku życia całkowita powierzchnia leczona nie powinna być większa niż 2% powierzchni ciała.
- Retapamulina może wywoływać miejscowe podrażnienia lub reakcje alergiczne. Gdy objawy nasilą się, lek należy odstawić i wdrożyć inne leczenie przeciwbakteryjne.
- Należy chronić błony śluzowe i oczy przed kontaktem z preparatem.
- U pacjentów ze skórnymi zakażeniami wywołanymi MRSA wykazano niewystarczającą skuteczność leczenia retapamuliną. Z tego względu lek nie powinien być stosowany jeśli wiadomo, że zakażenie spowodowane jest przez bakterie metycylinooporne.
- Nie należy stosować retapamuliny w leczeniu ropni.
- Długotrwałe stosowanie retapamuliny może spowodować wystąpienie wtórnych zakażeń mikroorganizmami niewrażliwymi (np. grzybami).

## Interakcje
Nie zaleca się stosowania retapamuliny wraz z innymi preparatami do stosowania miejscowego na tę samą powierzchnię skóry.
Podawanie ketokonazolu podnosi ekspozycję na retapamulinę o około 81%, powodując wzrost jej stężenia we krwi. Nie ma to jednak istotnego znaczenia klinicznego.

## Działania niepożądane
Objawy uboczne występują średnio u 1% leczonych retapamuliną. Najczęściej występuje podrażnienie skóry, ból, świąd, rumień. Rzadziej dochodzi do kontaktowego zapalenia skóry.

## Preparaty
- Altargo – GlaxoSmithKline – maść 1%.